# 崔建功
崔建功（1915年11月7日—2004年9月10日），河北省大名县人，中国人民解放军开国少将。
早年参加中国工农红军，参加东征、西征等。抗日战争期间，担任第129师新1旅第1团政治处主任，后升任太行军区第16军分区司令员，旅长。中华人民共和国成立后，担任中国人民解放军第15军45师师长、指挥部队参加上甘岭战役。回国后，授少将军衔，升任昆明军区司令部参谋长等。